# Безбородько Олег Анатолійович
Безбородько Олег Анатолійович (3.04.1973) — український композитор, піаніст, педагог.

## Біографія
Навчався у школі-студії при Київській державній консерваторії, потім у Київському Державному музичному училищі ім. Гліера (1987—1991).
Двічі закінчив Національну музичну адемію України ім. П.Чайковського — у 1998 році отримав диплом як піаніст, потім, у 2006 році — як композитор. Кандидат мистецтвознавства (2006). Голова журі Всеукраїнського відкритого конкурсу піаністів імені С.С. Прокоф'єва "PIANO.UA" [Архівовано 3 червня 2019 у Wayback Machine.]. Голова журі в групі номінацій «Фортепіано» Всеукраїнської відкритої музичної олімпіади "Голос Країни" [Архівовано 22 червня 2019 у Wayback Machine.].
- Лауреат музичного конкурсу ім. С.Людкевича (1995, Канада)
- Лауреат конкурсу піаністів Джани Ходжиз (1997, США)
- Дипломант конкурсу піаністів ім. М.Лисенка (1997)
- Лауреат конкурсу композиторів «Gradus ad Parnassum» (2005)
- Лауреат Премії ім. Л.Ревуцького (2008)